# Зал славы Интернета

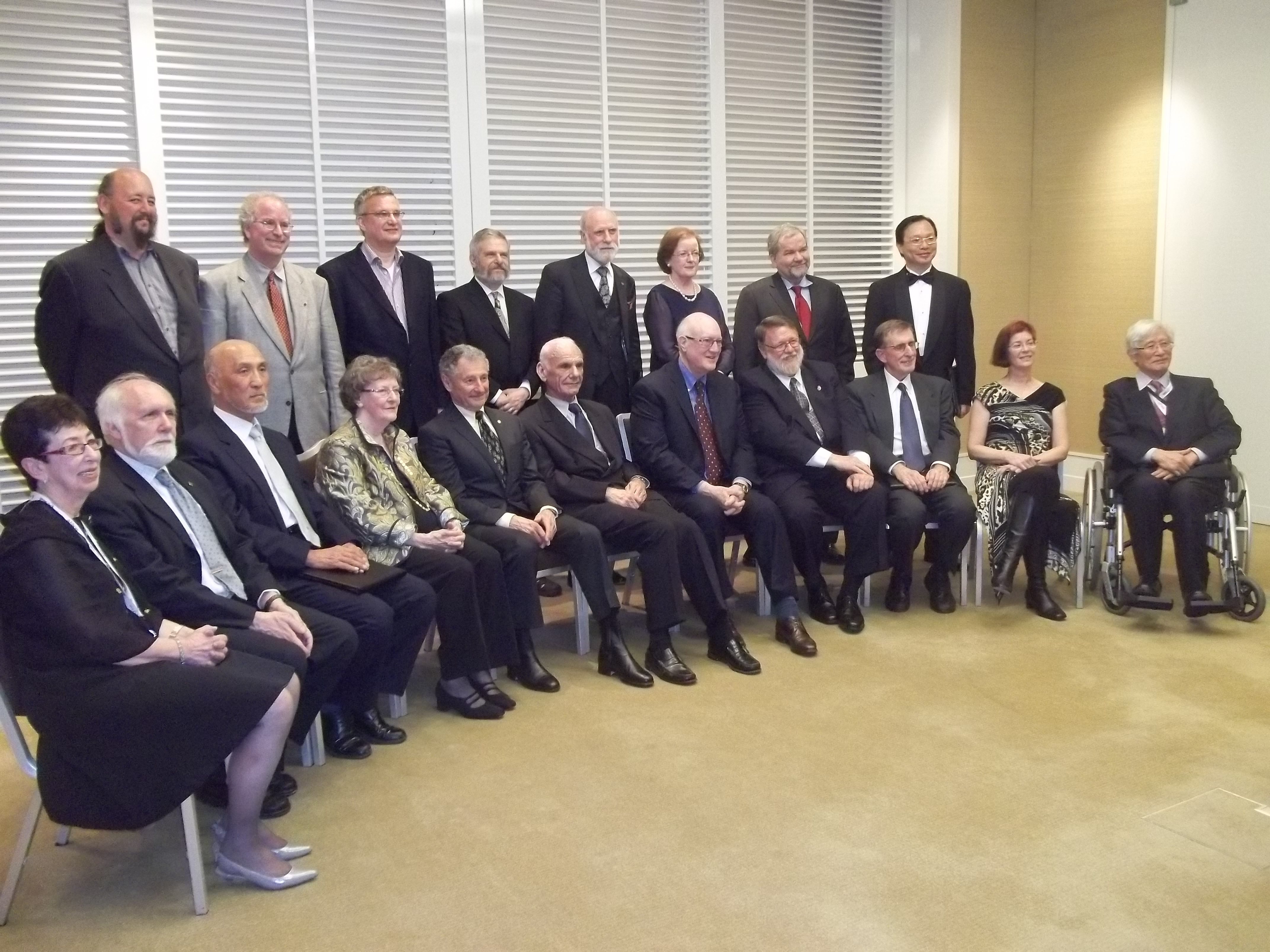
Первые члены Зала славы Интернета (2012)

Зал славы Интернета (The Internet Hall of Fame) — международная премия, учреждённая в 2012 году, которая присуждается «Обществом Интернета» (Internet Society, ISOC) за достижения в области развития Интернета. Среди почётных членов Винт Серф («отец интернета»), Тим Бернерс-Ли (изобретатель Всемирной паутины), Линус Торвальдс (создатель Linux), Джимми Уэйлс (основатель Википедии).

## История
В 2012 году в ознаменование 20-летия «Общества Интернета» (Internet Society, ISOC) состоялось учреждение и первая инаугурация почётных членов Зала славы Интернета. 23 апреля 2012 года во время проведения конференции Internet Society’s Global INET в Женеве (Швейцария) были названы первые 33 его члена.
Официальное введение новых 32 членов 2013 года было анонсировано на 3 августа. Первоначально церемония планировалась в Стамбуле, но затем было принято решение о её переносе в Берлин.

## Номинации
Награды присуждаются по трём категориям:
- «Пионеры» (Pioneers)
- «Подключатели» (Global connectors; те, кто помогал подключать к Сети жителей разных стран и материков)
- «Инноваторы» (Innovators).

## Члены Зала славы
(Посмертное присуждение отмечено знаком «†».)

### «Пионеры» (Pioneers)
2012
- Пол Бэран (посмертно)
- Винт Серф
- Данни Коэн (англ. Danny Cohen)
- Стив Крокер
- Дональд Дэвис (англ. Donald Davies; посмертно)
- Элизабет Фейнлер
- Чарльз Герцфельд (англ. Charles Herzfeld)
- Роберт Эллиот Кан
- Питер Киртстейн (англ. Peter T. Kirstein)
- Леонард Клейнрок
- Джон Кленсин (англ. John Klensin)
- Джонатан Брюс Постел (посмертно)
- Луи Пузен
- Лоуренс Робертс

2013
- Дэвид Кларк (англ. David D. Clark)
- Дэвид Фарбер (англ. David Farber)
- Говард Франк (англ. Howard Frank)
- Канчана Канчанасут (англ. Kanchana Kanchanasut)
- Джозеф Ликлайдер (посмертно)
- Роберт Меткалф
- Дзюн Мураи (яп. 村井純)
- Кес Неггерс (англ. Kees Neggers)
- Нии Куэйнор (англ. Nii Quaynor)
- Гленн Райкарт (англ. Glenn Ricart)
- Роберт Тейлор
- Стивен Вольф (англ. Stephen Wolff)
- Вернер Цорн (нем. Werner Zorn)

2014
- Дуглас Энгельбарт (посмертно)
- Эстрада, Сьюзан (англ. Susan Estrada)
- Frank Heart
- Дженнингс, Деннис (англ. Dennis Jennings (Internet pioneer))
- Рольф Нордхаген (англ. Rolf Nordhagen (physicist)) †
- Радья Перлман

### «Подключатели» (Global connectors)
| 2012 - Рэнди Буш (англ. Randy Bush) - Kilnam Chon - Альберт Гор - Нэнси Хафкин (англ. Nancy Hafkin) - Джефф Хьюстон (англ. Geoff Huston) - Брюстер Кейл - Даниел Карренберг (нидерл. Daniël Karrenberg) - Тору Такахаси - Tan Tin Wee 2013 - Карен Бэнкс (англ. Karen Banks) - Gihan Dias - Anriette Esterhuysen - Steve Goldstein - Teus Hagen - Ида Хольц - Ху Цихэн - Харухиса Исида† - Barry Leiner† - George Sadowsky | 2014 - Dai Davies - Demi Getschko - Masaki Hirabaru† - Erik Huizer - Steve Huter - Abhaya Induruwa - Dorcas Muthoni - Mahabir Pun - Srinivasan Ramani - Michael Roberts - Ben Segal - Douglas Van Houweling 2017 - Nabil Bukhalid - Ira Fuchs - Shigeki Goto - Mike Jensen - Ermanno Pietrosemoli - Tadao Takahashi - Florencio Utreras - Jianping Wu |

### «Инноваторы» (Innovators)
| 2012 - Митчелл Бейкер - Тим Бернерс-Ли - Роберт Кайо - Ван Якобсон - Лоуренс Лэндвебер - Пол Мокапетрис - Крэйг Ньюмарк - Раймонд Томлинсон - Линус Торвальдс - Филипп Циммерманн 2013 - Марк Андрессен - Джон Перри Барлоу - Франсис Флюкигер - Стефен Кент - Анна-Мария Эклунд Левиндер - Хеннинг Шультцринне - Ричард Мэттью Столлман - Аарон Шварц (посмертно) - Джимми Уэйлс | 2014 - Eric Allman - Eric Bina - Karlheinz Brandenburg - John Cioffi - Hualin Qian - Пол Викси 2017 - Яап Аккерхаус - Yvonne Marie Andrés - Alan Emtage - Ed Krol - Tracy LaQuey Parker - Craig Partridge |

### С 2019 года
2019
- Адьел Акплоган
- Кимберли «Кей Си» Клаффи
- Douglas Comer
- Элиз Герих
- Larry Irving
- Dan Lynch
- Jean Armour Polly
- Jose Soriano
- Michael Stanton
- Klaas Wierenga
- Suguru Yamaguchi†

2021
- Carlos Afonso
- Роб Блокзайл†
- Hans-Werner Braun
- Frode Greisen
- Jan Gruntorad
- Saul Hahn
- Kim Hubbard
- Rafael (Lito) Ibarra
- Xing Li
- Yngvar G. Lundh†
- Дэн Камински†
- DaeYoung Kim
- Kenneth J. Klingenstein
- Alejandro Pisanty
- Yakov Rekhter
- Philip Smith
- Pal Spilling†
- Liane Tarouco
- Virginia Travers
- George Varghese
- Lixia Zhang

2023
- Abhay Bhushan
- Laura Breeden
- Ivan Moura Campos
- Steve Cisler
- Питер Экерсли †
- Hartmut Richard Glaser
- Simon S. Lam
- William L. Schrader
- Guy de Téramond